# Aspidolea testacea
Aspidolea testacea är en skalbaggsart som beskrevs av Höhne 1922. Aspidolea testacea ingår i släktet Aspidolea och familjen Dynastidae. Inga underarter finns listade.